# ووسانیه
ووسانیه (به لاتین: Vusanje) یک منطقهٔ مسکونی در مونته‌نگرو است که در شهرداری گوسینجه واقع شده‌است. ووسانیه ۶۴۸ نفر جمعیت دارد.